# Enzo Millot
Enzo Camille Alain Millot (Lucé, 17 de julio de 2002) es un futbolista francés que juega de centrocampista en el Al-Ahli Saudi F. C. de la Liga Profesional Saudí.

## Trayectoria
El 30 de julio de 2019 firmó su primer contrato profesional con el A. S. Monaco F. C. Debutó como profesional con el Monaco en una derrota por 1-0 en la Ligue 1 ante el Stade Brestois 29 el 4 de octubre de 2020.
El 14 de agosto de 2021 firmó un contrato de cuatro años con el VfB Stuttgart. El 5 de abril de 2023 marcó su primer gol con el VfB Stuttgart contra el 1. F. C. Núremberg en cuartos de final de la Copa de Alemania.
El 12 de enero de 2024 amplió su contrato con el VfB Stuttgart hasta junio de 2028. Sin embargo, dejó el club en agosto de 2025 tras ser traspasado al Al-Ahli Saudi F. C.

## Vida personal
Nacido en Francia, es de origen martiniqués y malgache. Su padre fue futbolista aficionado. Está casado con su esposa Louana y tiene dos hijos: un hijo y una hija. Es un cristiano devoto.

## Estadísticas

### Clubes
Actualizado al último partido disputado el 3 de diciembre de 2024.
| Club                          | Div.          | Temporada     | Liga  | Liga  | Liga   | Copas nacionales | Copas nacionales | Copas nacionales | Copas internacionales | Copas internacionales | Copas internacionales | Total | Total | Total  |
| Club                          | Div.          | Temporada     | Part. | Goles | Asist. | Part.            | Goles            | Asist.           | Part.                 | Goles                 | Asist.                | Part. | Goles | Asist. |
| ----------------------------- | ------------- | ------------- | ----- | ----- | ------ | ---------------- | ---------------- | ---------------- | --------------------- | --------------------- | --------------------- | ----- | ----- | ------ |
| A. S. Monaco F. C. II Francia | 4.ª           | 2019-20       | 9     | 2     | 0      | —                | —                | —                | ―                     | ―                     | ―                     | 9     | 2     | 0      |
| A. S. Monaco F. C. II Francia | Total club    | Total club    | 9     | 2     | 0      | 0                | 0                | 0                | 0                     | 0                     | 0                     | 9     | 2     | 0      |
| A. S. Monaco F. C. Francia    | 1.ª           | 2020-21       | 2     | 0     | 0      | 1                | 0                | 0                | —                     | —                     | —                     | 3     | 0     | 0      |
| A. S. Monaco F. C. Francia    | Total club    | Total club    | 2     | 0     | 0      | 1                | 0                | 0                | 0                     | 0                     | 0                     | 3     | 0     | 0      |
| VfB Stuttgart II · Alemania   | 4.ª           | 2021-22       | 2     | 0     | 0      | —                | —                | —                | ―                     | ―                     | ―                     | 2     | 0     | 0      |
| VfB Stuttgart II · Alemania   | Total club    | Total club    | 2     | 0     | 0      | 0                | 0                | 0                | 0                     | 0                     | 0                     | 2     | 0     | 0      |
| VfB Stuttgart · Alemania      | 1.ª           | 2021-22       | 6     | 0     | 1      | —                | —                | —                | —                     | —                     | —                     | 6     | 0     | 1      |
| VfB Stuttgart · Alemania      | 1.ª           | 2022-23       | 25    | 2     | 2      | 4                | 2                | 0                | —                     | —                     | —                     | 29    | 4     | 2      |
| VfB Stuttgart · Alemania      | 1.ª           | 2023-24       | 31    | 5     | 4      | 4                | 1                | 3                | —                     | —                     | —                     | 35    | 6     | 7      |
| VfB Stuttgart · Alemania      | 1.ª           | 2024-25       | 12    | 3     | 2      | 3                | 2                | 0                | 5                     | 1                     | 2                     | 20    | 6     | 4      |
| VfB Stuttgart · Alemania      | Total club    | Total club    | 74    | 10    | 9      | 11               | 5                | 3                | 5                     | 1                     | 2                     | 90    | 16    | 14     |
| Total carrera                 | Total carrera | Total carrera | 87    | 12    | 9      | 12               | 5                | 3                | 5                     | 1                     | 2                     | 104   | 18    | 14     |

## Palmarés

### Campeonatos nacionales
| Título           | Club          | País     | Año  |
| ---------------- | ------------- | -------- | ---- |
| Copa de Alemania | VfB Stuttgart | Alemania | 2025 |

### Campeonatos internacionales
| Título           | Equipo                      | Sede  | Año  |
| ---------------- | --------------------------- | ----- | ---- |
| Juegos Olímpicos | Selección sub-23 de Francia | París | 2024 |